# Croatia Open (badminton)
Croatian Open je međunarodni badmintonski turnir koji se održava od 2022.
2022. dan prije početka seniorskog turnira završio je VALAMAR Junior Open - International Challenge, turnir najvišeg ranga te godine u svijetu za juniore. Turniri su po tome jedinstveni jer je jedino Dubrovnik prepoznao potrebu spojiti dva turnira kako bi svima financijski olakšao sezonu. Tako su najbolji mladi juniori mogli igrati dva turnira u istoj dvorani za cijenu jednog putovanja.

## Izdanja i pobjednici
| Lokacija 2022.-... Dubrovnik | Rang 2022.-... Future Series |

| Broj država | Broj natjecatelja | Broj natjecatelja | Godina | Pojedinačno | Pojedinačno    | Parovi                                 | Parovi                  | Parovi                |
| ----------- | ----------------- | ----------------- | ------ | ----------- | -------------- | -------------------------------------- | ----------------------- | --------------------- |
| Broj država | M                 | Ž                 | Godina | M           | Ž              | M                                      | Ž                       | Mix                   |
|             |                   |                   | 2022.  | Justin Hoh  | Thi Anh Thu Vu | Donovan Willard Wee Jia Hao Howin Wong | Lok Lok Lui Shiu Yee Ng | Sian Kelly Jonty Russ |
|             |                   |                   | 2023.  | [[]]        | [[]]           | [[]]                                   | [[]]                    | [[]]                  |

## Vanjske poveznice
- Croatian Badminton International
- BE
- BWF